# بروک لت (جورجیا)
بروک لت، جورجیا (به انگلیسی: Brooklet, Georgia) در ایالات متحده آمریکا با جمعیت ۱٬۳۹۵ نفر است که در جورجیا واقع شده‌است.

## موقعیت جغرافیایی
موقعیت جغرافیایی شهرها و مناطق اطراف به شرح زیر است: